# Prince George's Plaza
Prince George's Plaza è una stazione della metropolitana di Washington, situata sulla linea verde; in orari di punta è servita anche da treni della linea gialla. Si trova a Hyattsville, in Maryland, sulla Maryland Route 410.
È stata inaugurata l'11 dicembre 1993, contestualmente all'estensione della linea verde oltre la stazione di Fort Totten.
La stazione ha un parcheggio da oltre 1000 posti ed è servita da autobus dei sistemi Metrobus (anch'esso gestito dalla WMATA) e TheBus.